# سقيفة الدماغ المتوسط
سقيفة الدماغ المتوسط (بالإنجليزية: Midbrain tegmentum)‏ هي جزء من الدماغ المتوسط الذي ينقسم إلى السقف والسقيفة، تمتد سقيفة الدماغ المتوسط من المادة السوداء إلى المسال الدماغي في قسم أفقي من الدماغ المتوسط، وهي تشكل أرضية الدماغ المتوسط الذي يحيط من جهة الأسفل المسال الدماغي وكذلك أرضية البطين الرابع، بينما يشكل سقف الدماغ المتوسط سطح البطين الرابع. تحتوي السقيفة على مجموعة من المسالك والأنوية مع وظائف مرتبطة بالحركة ومخصصة لأنواع معينة ووظائف إدراك الألم. تشمل التراكيب العامة لسقيفة الدماغ المتوسط نواة حمراء والمادة السنجابية المحيطة بالمسال.

المسار السوداوي المخططي و المسار الوسطي الطرفي في نظام الدوبامين

على عكس سقف الدماغ المتوسط (وهو عبارة عن بنية حسية تقع في الخلف) ترتبط سقيفة الدماغ المتوسط (التي تقع في الأمام) بعدد من الوظائف الحركية، حيث تكون النواة الحمراء (التي توجد داخل سقيفة الدماغ المتوسط) مسؤولة عن التنسيق الحركي (خاصة لحركات الأطراف)، وتحتوي المادة السنجابية المحيطة بالمسال (PAG) على دوائر حرجة لتعديل الاستجابات السلوكية للآلام، كما تؤدي المادة السوداء دورًا مهمًا في إثمار السلوكيات مثل الاقتراب من الأشياء المرغوبة. بالإضافة إلى ذلك تشكل المادة السوداء روابط متبادلة مع العقد القاعدية التي ترتبط ارتباطًا وثيقًا بالوظائف الحركية والتعلم.
تعتبر سقيفة الدماغ المتوسط أيضًا جزءًا مهمًا من نظام الدوبامين وهو ضروري لمشاعر الثواب والمتعة، توجد منطقتان في سقيفة الدماغ المتوسط لهما أهمية خاصة: الأولي هي المادة السوداء التي تعد جزءًا مهمًا من مسار سودائي مخططي، يعمل هذا المسار على تنسيق الحركات الحركية وعند تركها غير متوازنة يتبع ذلك عجز حركي، فعلى سبيل المثال عندما يتم فقدان الخلايا العصبية للدوبامين من المادة السوداء تحدث حالة تيبس العضلات الشديد كما هو الحال في مرض باركنسون، بينما المنطقة الثانية هي المنطقة السقيفية البطنية (VTA أو ببساطة السقيفة البطنية) التي تقع في محور المسار الوسطي الطرفي. على وجه التحديد المنطقة السقيفية البطنية هي أصل أجسام خلايا الدوبامين التي تصل منها الإشارات إلى الأجزاء الأمامية من الدماغ (على سبيل المثال الفصوص الجبهية) وكذلك الأجزاء الخلفية (مثل المخيخ)، نظرًا لأن هذا المسار ينظم تجربة الثواب والمتعة فليس من المفاجأ أن نرى أن الطعام والأدوية تؤثر عليهما بشكل أكبر من حيث فقدان التحكم في الاندفاع، أي أن المسار الوسطي الطرفي ضروري في تنظيم إدمان المخدرات، الآلية المحتملة هي من خلال التعلم الترابطي للإلماعات والثواب البيئي، فعلى سبيل المثال من خلال كل تعاطي للمخدرات يربط الأفراد بشكل متزايد الإلماعات المتعلقة بكل تعاطي للمخدرات (مثل الغرفة التي يؤخذ فيها الدواء أو الأشخاص الذين يتعاطى الأفراد معهم المخدرات)، وبمرور الوقت يعزز الدواء الإلماعات المرتبطة بالدوبامين والمكيفة الكلاسيكية المرتبطة بتعاطي المخدرات، ونتيجة لذلك فإن اللقاءات اللاحقة مع هذه الإلماعات ستنتج وتزيد من نشاط الدوبامين وبالتالي تدفع الأفراد إلى الرغبة في تناول الأدوية، علاوة على ذلك يلعب نشاط الدوبامين المفرط الوسطي الطرفي دورًا في الفصام وهو اضطراب سلوكي يتميز بالأوهام والهلوسة والانفعال الكليل والهياج وما إلى ذلك، ومن ناحية أخرى قد يؤدي نقص نشاط الدوبامين الوسطي الطرفي إلى حدوث نقص في الانتباه.

## روابط خارجية
- صورة فوتوغرافية
- "Anatomy diagram: 13048.000-3". Roche Lexicon - illustrated navigator. Elsevier. مؤرشف من الأصل في 2012-07-22.